# Obstáculo (golf)

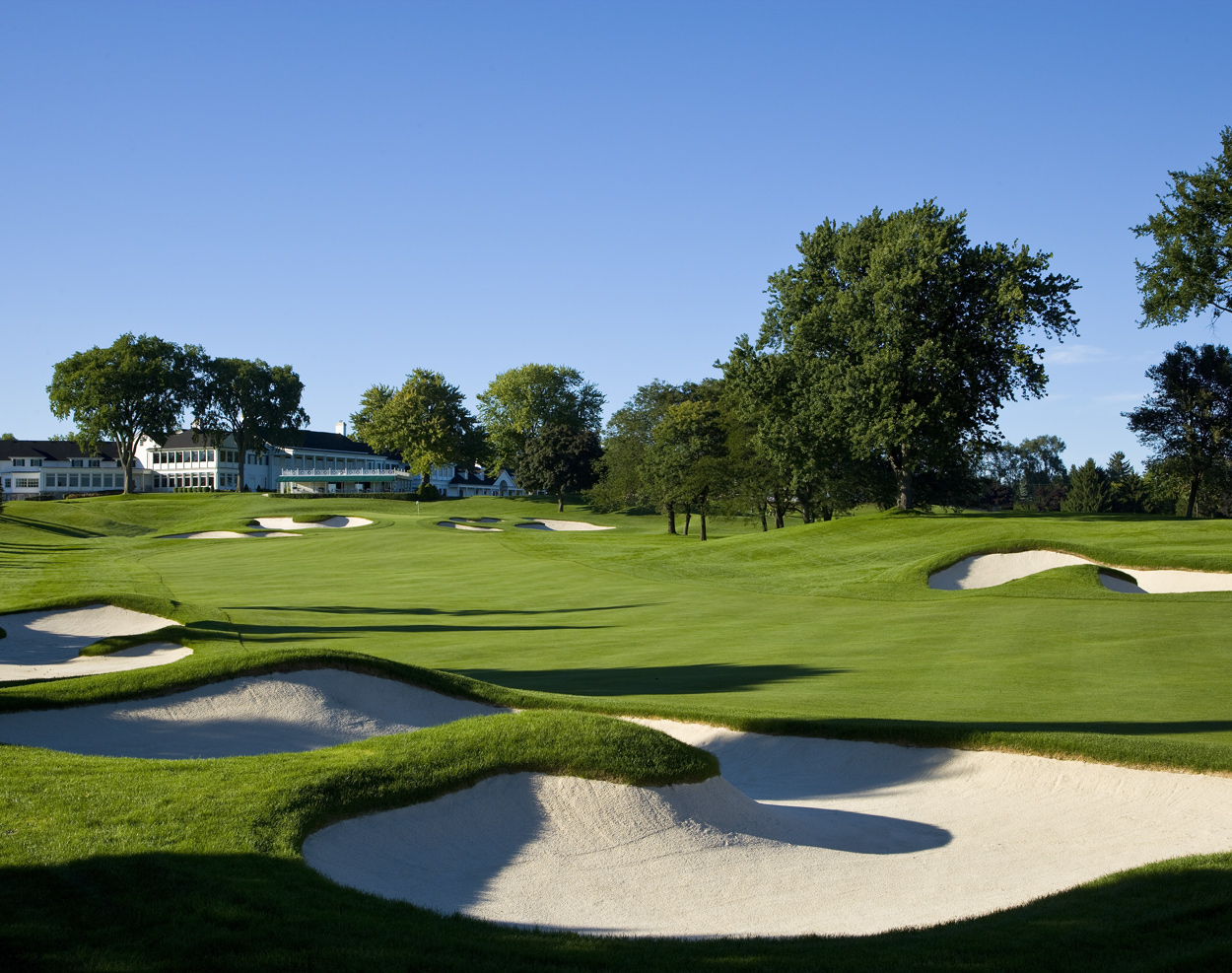
Búnkeres del club de golf de Oakland, en Bloomfield Township, Míchigan.

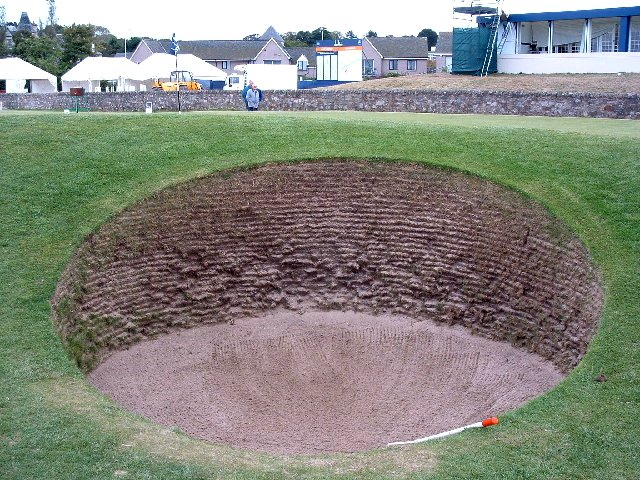
El bunker cavado de Old Course de St. Androws.

Un obstáculo en el golf indica una zona difícil de sortear en un campo, que puede ser de dos tipos distintos: 1. obstáculos de agua, como lagos, ríos o charcas y 2. obstáculos de tierra, como búnkeres o agujeros creados por el hombre. En Estados Unidos y Canadá, el reglamento del R&A dice que «Un obstáculo es cualquier zona de peligro, como búnkeres o agua». Las bolas que caen en zonas de obstáculos, se juegan según reglas especiales. Por ejemplo, un jugador no puede tocar la tierra con el palo de golf antes de golpear la pelota, ni siquiera para hacer un tiro de prueba. Una pelota se puede jugar en cualquier obstáculo sin ningún tipo de penalización. Si el obstáculo impide totalmente jugar la bola, se puede colocar una nueva en otra ubicación, generalmente con una penalización de un golpe. Los búnkeres (o trampas de arena) son fosos llenos de arena, que en ocasiones pueden presentar pendientes que dificultan el lanzar la pelota al césped.

## Búnker

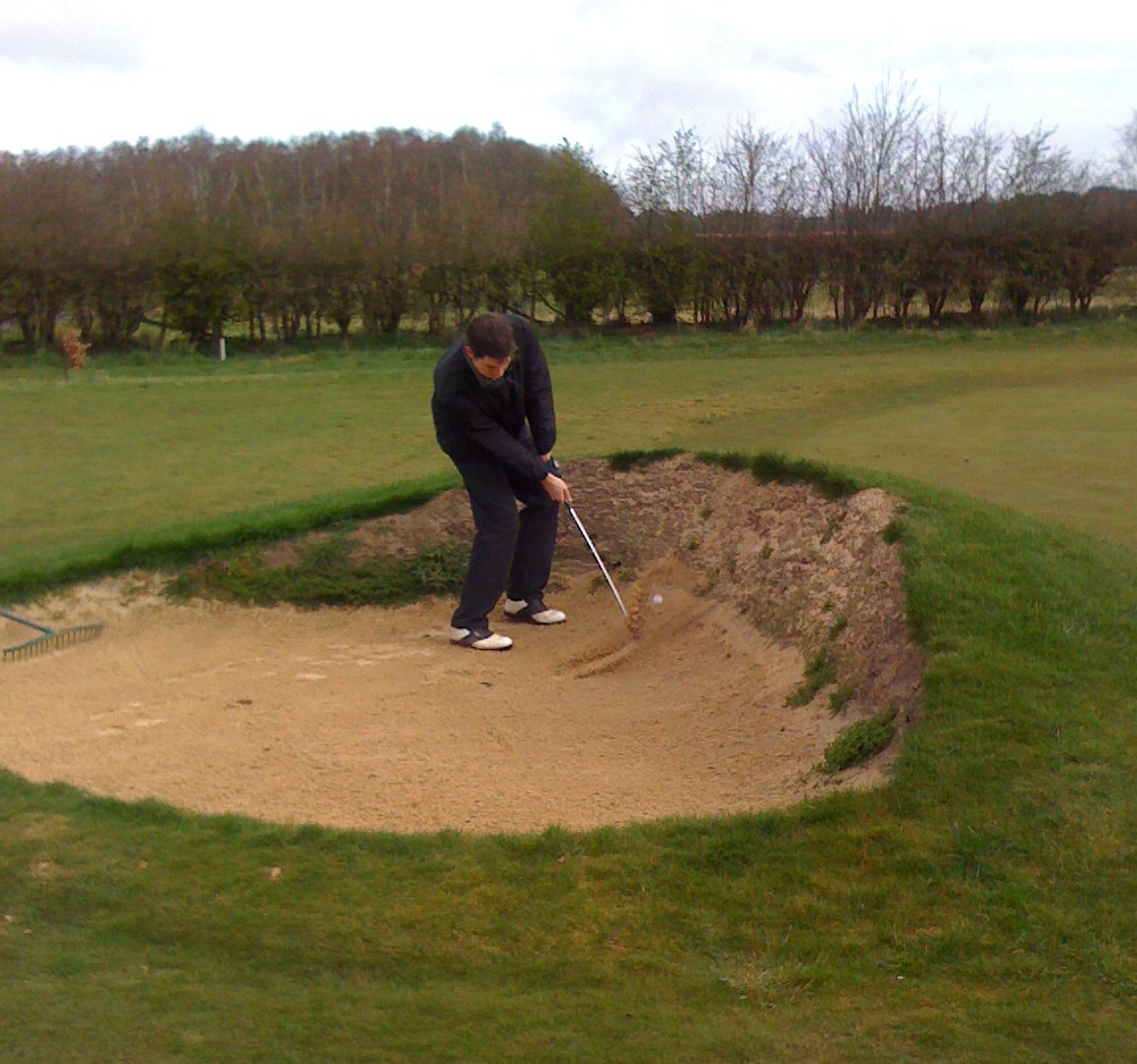
Un golfista pegando a la pelota en un búnker.

Un búnker es una depresión en la tierra, generalmente cubierta de arena. Es difícil sacar la pelota del búnker, y caer en uno se considera una faena para el golfista, quien ha fallado el objetivo en su disparo anterior.

### Tipos de búnkeres
Hay tres tipos de búnkeres en un campo de golf, todos ellos diseñados con la finalidad de ser desafiantes e impedimentos para el golfista. En primer lugar están los fairway, diseñados para cubrir los extremos de los golpes en los hoyos par 4 y par 5; se encuentran a los lados o incluso a mitad. Los greenside son búnkeres diseñados para albergar los tiros en hoyos largos y de par 3; se hallan junto al green. Por último tenemos los ‘’’waste’’’, son zonas de arena naturales, generalmente largas y que unen distintos campos; no se consideran obstáculos según el reglamento y en estos, los golfistas pueden apoyar ligeramente su palo de golf o eliminar impedimentos.

## Obstáculos de agua

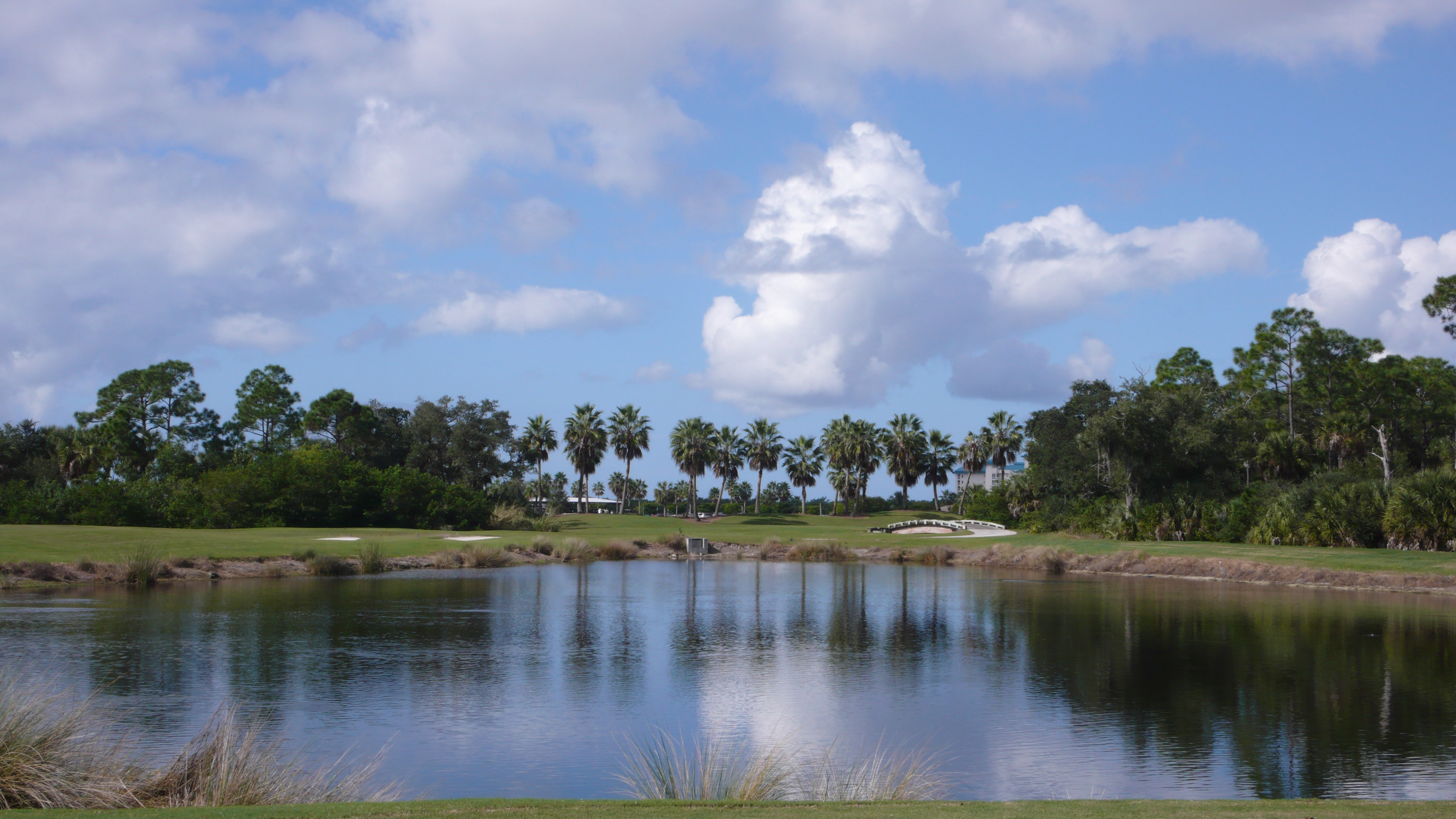
Agua en el campo de Shell Point, en Iona, Florida.

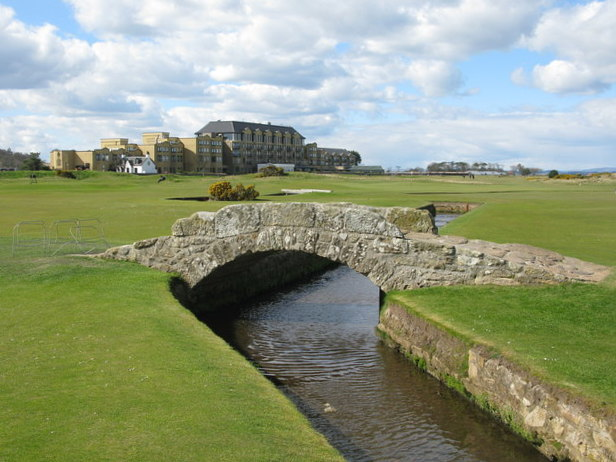
Río en Old Course de St. Andrews.

Los obstáculos de agua, así como los búnkeres, son obstáculos naturales diseñados para decorar y dificultar un campo de golf. Los obstáculos de agua suelen estar basados en corrientes o charcas entre la zona de tierra y el hoyo.

### Tipos de obstáculos de agua
Existen dos tipos de obstáculos de agua: laterales (marcados con estacas rojas alrededor del perímetro del mismo) y estándar (marcados con estacas amarillas). Los obstáculos laterales suelen estar adyacentes a la prolongación del campo, mientras que los obstáculos de agua estándar suelen cruzar el campo para forzar al jugador a golpear a la pelota por encima de ellos.